# 小ゑん (小惑星)
小ゑん（こえん、6330 Koen）は小惑星帯の小惑星である。北海道の北見観測所で円舘金と渡辺和郎が発見した。
天文が趣味の落語家、柳家小ゑん（本名：富田実、1953年 - ）に因んで命名された。